# Le Vigan, Gard
Le Vigan là một xã trong vùng Occitanie, thuộc tỉnh Gard, quận Le Vigan, tổng Le Vigan. Tọa độ địa lý của xã là 43° 59' vĩ độ bắc, 03° 36' kinh độ đông. Le Vigan nằm trên độ cao trung bình là 231 mét trên mực nước biển, có điểm thấp nhất là 184 mét và điểm cao nhất là 640 mét. Xã có diện tích 17,24 km², dân số vào thời điểm 1999 là 4.429 người; mật độ dân số là 256 người/km².

## Thông tin nhân khẩu
| 1962  | 1968  | 1975  | 1982  | 1990  | 1999  |
| ----- | ----- | ----- | ----- | ----- | ----- |
| 4.111 | 4.207 | 4.293 | 4.517 | 4.523 | 4.429 |